# Río Figueroa (vattendrag i Región de Atacama)
Río Figueroa är ett vattendrag   i Chile.   Det ligger i regionen Región de Atacama, i den centrala delen av landet, 600 km norr om huvudstaden Santiago de Chile.